# Kuniwatsukia cuspidata
Kuniwatsukia cuspidata là một loài thực vật có mạch trong họ Woodsiaceae. Loài này được (Bedd.) Pic. Serm. miêu tả khoa học đầu tiên năm 1973.